# Leirvíksfjørður
Il Leirvíksfjørður (IPA: [ˈlɔɹvʊiksˌfjøːɹʊɹ]; danese: Lervig Fjord) è uno stretto delle isole Fær Øer, situato precisamente tra l'isola di Eysturoy a ovest, quella di Borðoy a est e quella di Kalsoy a nord.
A nordovest esso sfocia nell'ampio stretto di Djúpini tra Eysturoy e Borðoy, a nordest nel Kalsoyarfjørður e a sud nell'Atlantico.
Sul Leirvíksfjørður si affaccia la cittadina di Leirvík, da cui prende il nome, oltre al villaggio abbandonato di Blankskáli.
Un traghetto della Strandfaraskip Landsins attraversava lo stretto da Leirvík a Klaksvík. A causa dell'elevato volume di traffico, nel 2006 è stato aperto il Norðoyatunnilin, una galleria sottomarina lunga circa 6 km che attraversa lo stretto mettendo in collegamento i due villaggi.